# Стрева
Стрева́ (лит. Strėva) — река в Литве, протекает по территории Тракайского района и Электренского самоуправления Вильнюсского уезда и Кайшядорского района Каунасского уезда на юге страны. Правый приток среднего Немана.
Длина реки составляет 74 км. Площадь водосборного бассейна — 759 км². Средний уклон — 1,33 м/км. Скорость течения — 0,1—0,5 м/с. Средний расход воды в устье — 4,94 м³/с.
Стрева вытекает из небольшого озера Стревите около деревни Мацкантишкес. В верхней половине течёт преимущественно на север, пересекая множество озёр. В нижней половине основным направлением течения становится запад. Впадает в Каунасское водохранилище на высоте 44 м над уровнем моря, в 5 км к северу от местечка Круонис.
На реке действуют четыре малые ГЭС:
- в 60,5 км от устья построена Багданонская ГЭС мощностью 90 кВт, плотина которой образует водохранилище площадью 95,5 га;
- в 40,5 км от устья — Электренская ГЭС мощностью 200 кВт, плотина которой образует водохранилище площадью 1389 га;
- в 30,4 км от устья — Пастревская ГЭС мощностью 320 кВт, плотина которой образует водохранилище площадью 19,7 га;
- в 9,0 км от устья — Бубляйская ГЭС мощностью 450 кВт, плотина которой образует водохранилище площадью 18,9 га[5].